# Verkehrsberuhigter Bereich

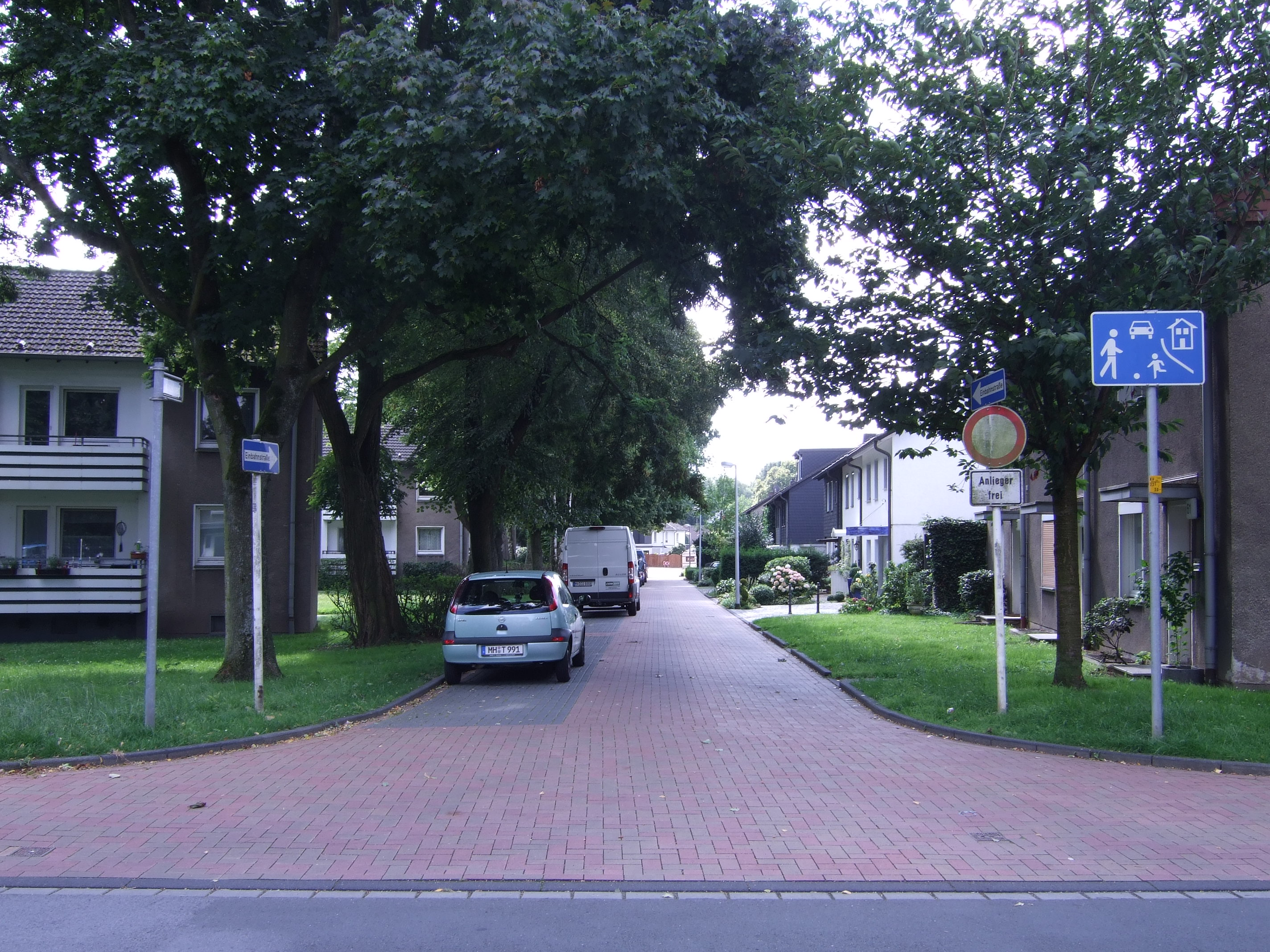
Verkehrsberuhigter Bereich mit Einbahnstraße. Einbahnstraßen gelten für Fahrbahnen. Da verkehrsberuhigte Bereiche Verkehrsflächen sind, ist umstritten, ob die Kombination beider möglich sein sollte. Die entsprechende Verwaltungsvorschrift gibt vor, innerhalb von Verkehrsberuhigten Bereichen keine Beschilderung vorzunehmen.

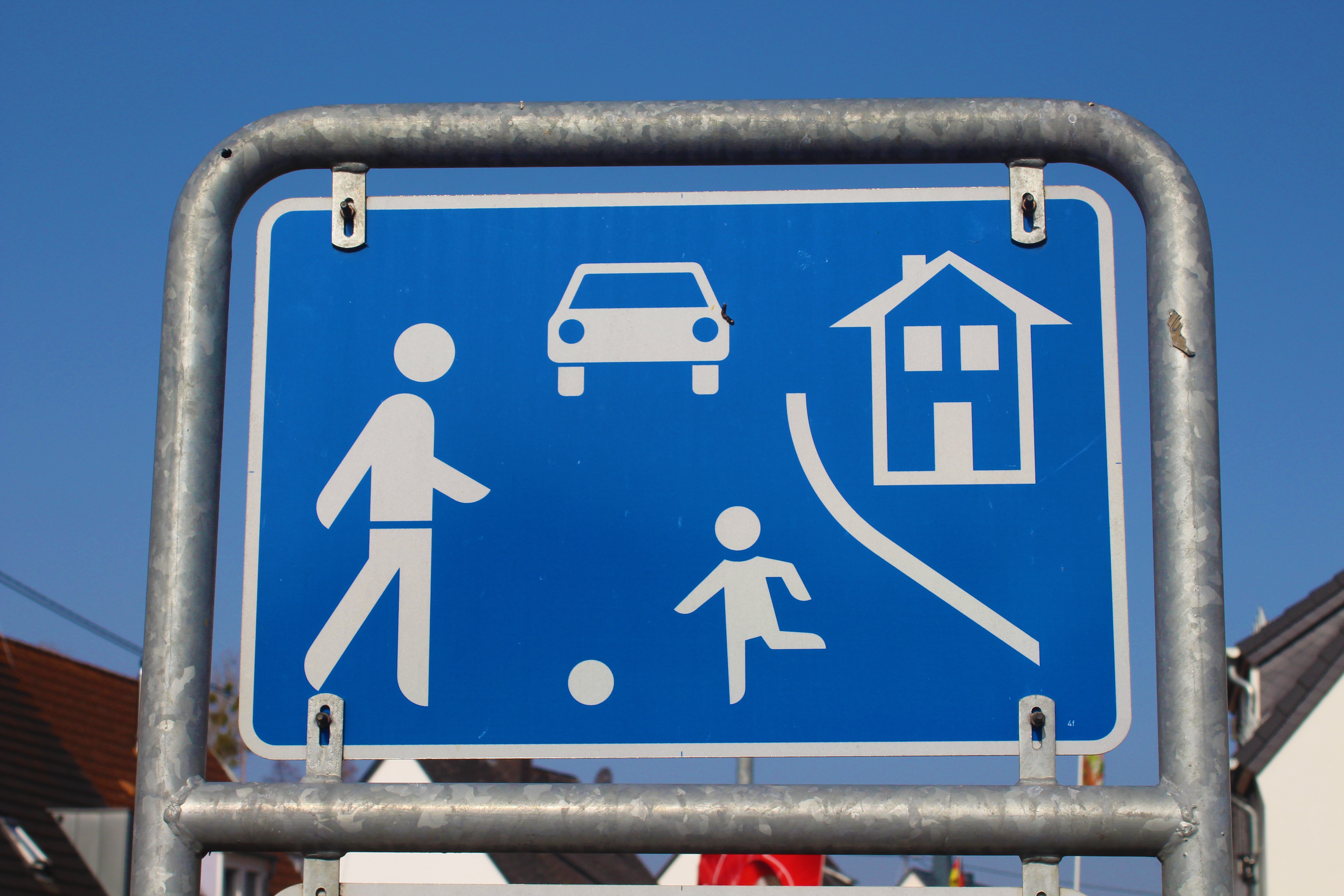
Schild eines verkehrsberuhigten Bereiches in Montabaur

Ein verkehrsberuhigter Bereich, umgangssprachlich häufig als Spielstraße, seltener Wohnstraße und auch als Wohnverkehrsstraße bezeichnet, ist in Deutschland eine mit Verkehrszeichen 325.1 beschilderte Straße oder Verkehrsfläche. Der Bereich dient der Verkehrsberuhigung in geschlossenen Ortschaften. Erste Modellprojekte wurden seit 1977 realisiert. Die offizielle Einführung in die StVO erfolgte 1980.
Der umgangssprachlich als „Spielstraße“ bezeichnete verkehrsberuhigte Bereich ist nicht zu verwechseln mit der eigentlichen Spielstraße, die heutzutage fast nur noch zeitlich begrenzt umgesetzt wird.

## Verhaltensregeln

Zeichen 325.1
Beginn eines verkehrsberuhigten Bereichs

Zeichen 325.2
Ende eines verkehrsberuhigten Bereichs

Auf Verkehrsflächen, die mit dem Zeichen 325.1 gekennzeichnet sind, gelten nach Anlage 3 zu § 42 Absatz 2 StVO folgende Verhaltensregeln:
1. Fahrzeuge müssen mit Schrittgeschwindigkeit bewegt werden.
2. Fußverkehr darf nicht durch den Fahrzeugverkehr gefährdet oder behindert werden. Wenn nötig, muss der Fahrzeugverkehr warten.
3. Der Fußverkehr darf den Fahrzeugverkehr nicht unnötig behindern.
4. Fahrzeuge müssen innerhalb gekennzeichneter Flächen geparkt werden. Ausgenommen ist davon das Ein- und Aussteigen sowie das Be- und Entladen.
5. Der Fußverkehr darf die ganze Straßenbreite benutzen. Spielende Kinder sind überall erlaubt.

Darüber hinaus gibt es folgende Urteile, die die vorgenannten Verhaltensregeln konkretisieren:
- Angesichts der vorgeschriebenen Schrittgeschwindigkeit ist nicht mit einem Überholen zu rechnen.[4]
- Fahrzeuge dürfen innerhalb gekennzeichneter Flächen auch entgegen der Fahrtrichtung geparkt werden.[5]

In verkehrsberuhigten Bereichen können Parkflächen mittels andersfarbiger Pflasterung markiert sein.
Das Ende eines verkehrsberuhigten Bereichs wird durch das Zeichen 325.2 gekennzeichnet und die zuvor genannten Verhaltensregeln werden dadurch aufgehoben. Beim Ausfahren aus einem verkehrsberuhigten Bereich ist gemäß § 10 StVO eine Gefährdung anderer Verkehrsteilnehmer auszuschließen. Wie beim Ausfahren aus einem Grundstück ist man gegenüber allen anderen Verkehrsteilnehmern wartepflichtig, hierbei gilt „Rechts vor Links“ ausdrücklich nicht. Dies ist nach Rechtsprechung des Bundesgerichtshofes sogar dann der Fall, wenn zwischen dem Zeichen 325.2 (Ende des Bereichs) und der Einmündung noch bis zu 30 Meter zurückzulegen sind.

## Verwaltungsvorschriften
Die Kennzeichnung von verkehrsberuhigten Bereichen setzt voraus, dass die in Betracht kommenden Straßen, insbesondere durch geschwindigkeitsmindernde Maßnahmen des Straßenbaulastträgers oder der Straßenbaubehörde, überwiegend Aufenthalts- und Erschließungsfunktion haben. Das bedeutet, der verkehrsberuhigte Bereich muss baulich so angelegt sein, dass der typische Charakter einer Straße mit Fahrbahn, Gehweg, Radweg nicht vorherrscht. In der Regel wird dies durch einen niveauausgleichenden Ausbau (Pflasterung), Pflanzbeete oder Pflanzkübel, wechselseitige Parkstände, Plateau-Aufpflasterungen und Einengungen erreicht (siehe auch Shared Space).
Bremsschwellen allein sind nicht immer ausreichend, da sie ohne begleitende Maßnahmen Autofahrer auch zum wiederholten Beschleunigen zwischen den Schwellen verleiten können.
Durchgangsverkehr und Lkw-Verkehr sind nicht grundsätzlich verboten, der verkehrsberuhigte Bereich ist also keine Anliegerstraße. Um den Durchgangsverkehr aus den Gebieten bzw. Straßen herauszuhalten, können zusätzlich folgende Maßnahmen ergriffen werden:
- Oftmals werden Sackgassen angelegt.
- Die Einfahrt wird nur von einer Seite aus erlaubt.
- Die Wohnverkehrsstraße wird durch eine Fußgängerzone geteilt, wie z. B. in der Regensburger Maximilianstraße.

## Verwandte Konzepte

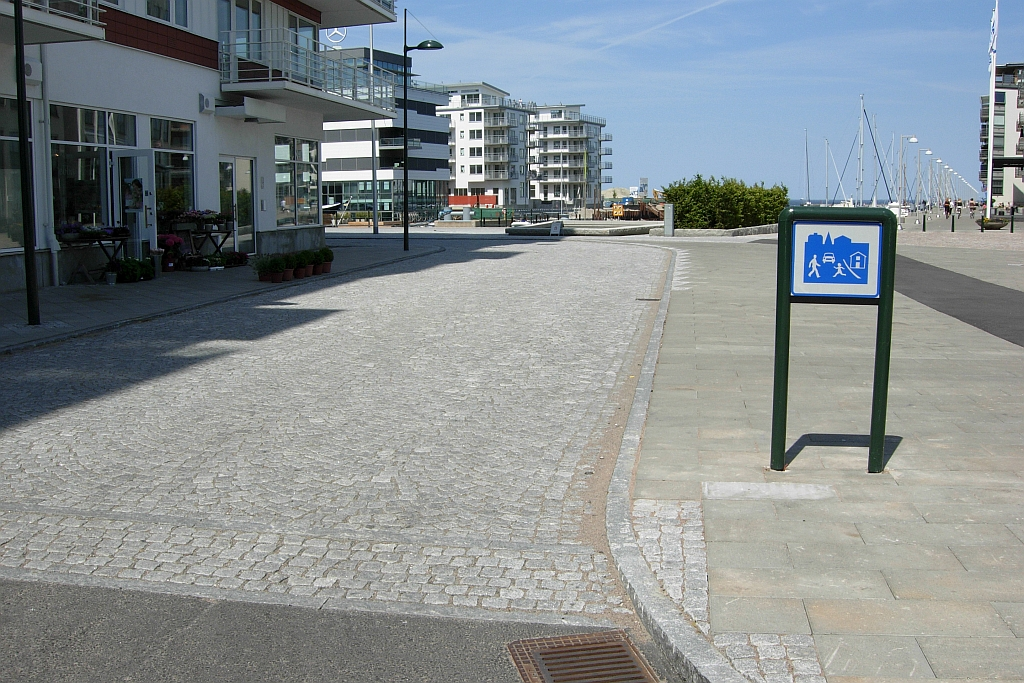
Gångfartsområde - (Schrittgeschwindigkeitsbereich) - in Malmö, Schweden

Die Grundregeln für Verkehrsberuhigte Bereiche sowie deren Beschilderung sind in den Europäischen Zusatzübereinkommen zum Wiener Übereinkommen über den Straßenverkehr und dem Wiener Übereinkommen über Straßenverkehrszeichen europaweit standardisiert und – unter anderem – folgendermaßen implementiert:
- Das in den Niederlanden in den 1970er Jahren entwickelte Woonerf stellt die ursprüngliche Idee dieser Art der Verkehrsberuhigung dar. Dabei werden Straßenräume in vorwiegend urbanen Wohngebieten als Mischverkehrsfläche angelegt und einer besonderen Gestaltung unterzogen. Fuß- und Kraftfahrzeugverkehr sind dabei nicht eindeutig getrennt und müssen aufeinander Rücksicht nehmen.
- In der Wohnstraße in Österreich gilt (bei demselben Verkehrszeichen!) ein Durchfahrtsverbot.

Ähnliche Konzepte, bei denen aber deutlich unterscheidbare Regeln gelten, sind:
- Die Begegnungszone in Österreich, der Schweiz, Frankreich und Belgien mit Tempo 20 und der fehlenden (ausdrücklichen) Erlaubnis zum Spielen auf der Straße.
- Der verkehrsberuhigte Geschäftsbereich mit höheren Geschwindigkeiten (er gehört aber verkehrsrechtlich zur Tempo-30-Zone)
- Shared Space („gemeinsamer Raum“) als allgemeine Planungsphilosophie, nach der vom Kfz-Verkehr dominierter öffentlicher Straßenraum lebenswerter, sicherer sowie im Verkehrsfluss verbessert werden soll. Charakteristisch ist dabei die Idee, auf Verkehrszeichen, Signalanlagen und Fahrbahnmarkierungen zu verzichten. Gleichzeitig sollen die Verkehrsteilnehmer vollständig gleichberechtigt werden, wobei die Vorfahrtsregel weiterhin Gültigkeit besitzt. Im Gegensatz zur konventionellen Verkehrsberuhigung soll auch eine Anwendung in Hauptverkehrsstraßen möglich sein.
- Die Spielstraße, die im Gegensatz zu allen oben genannten Konzepten für Fahrzeuge aller Art gesperrt ist.

## Verkehrszeichen international

Österreich
Tschechien
Belgien
Finnland
Deutschland
Niederlande
Polen
Russland
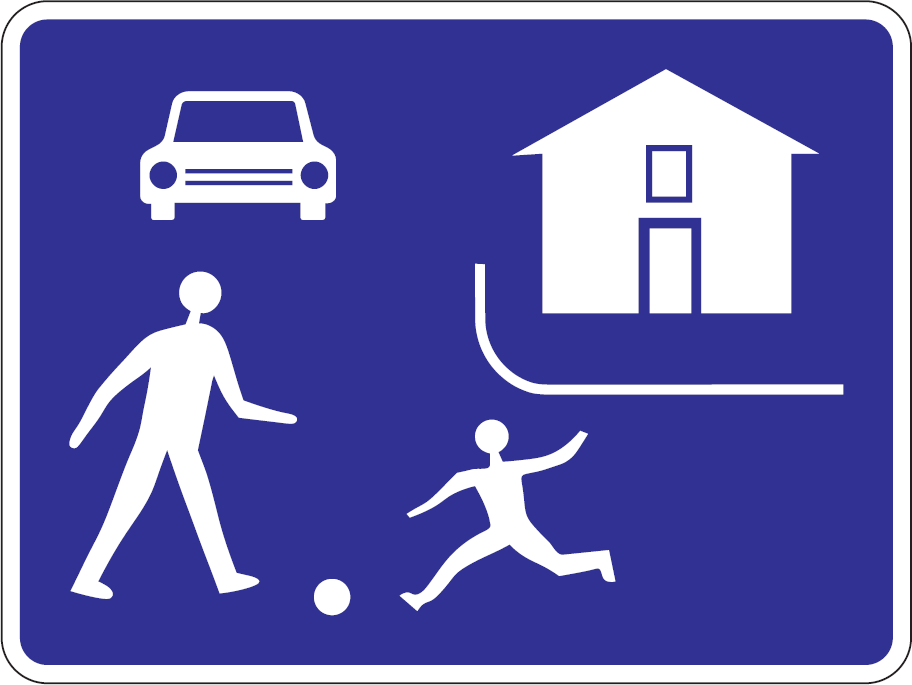
Slowakei
Spanien
Norwegen